# Петрий, Олег Александрович
Олег Александрович Петрий (24 августа 1937, Краснодар — 30 июля 2021, Москва) — советский и российский химик, специалист в области электрохимии, доктор химических наук, профессор, заведующий кафедрой электрохимии Химического факультета МГУ имени М. В. Ломоносова (1998—2009 гг.).

## Биография
Учился на Химическом факультете МГУ с 1954 по 1959 год, в 1962 году после окончания аспирантуры на кафедре электрохимии защитил кандидатскую диссертацию на тему «Структура двойного электрического слоя и электровосстановление анионов» под руководством Н. В. Федорович и А. Н. Фрумкина, а в 1970 году — докторскую диссертацию на тему «Адсорбция ионов и атомов на металлах группы платины». Занимал должность заместителя декана по научной работе с 1982 по 1986 и с 1995 по 1997 годы. С 1985 года возглавлял лабораторию электрокатализа и коррозии кафедры электрохимии. В 1987 году получил звание профессора. Был заведующим кафедрой электрохимии с 1998 по 2008 годы.
Занимал должности заместителя председателя Научного Совета по электрохимии и коррозии РАН, заместителя главного редактора журнала «Электрохимия», был членом редколлегий российских и международных журналов, а также членом Международного Электрохимического Общества.

## Научные исследования
Все научные исследования О. А. Петрия выполнены в области электрохимии. В его работах можно выделить четыре основных направления: экспериментальное подтверждение теорий переноса заряда, электрокатализ, термодинамика поверхности совершенно поляризуемых электродов (в первую очередь металлов платиновой группы) и электрохимическое материаловедение.
Ранняя научная деятельность О. А. Петрия связана с применением теории замедленного разряда А. Н. Фрумкина, учеником которого являлся О. А. Петрий. Он использовал этот подход к реакциям восстановления анионов, что позволило объяснить такие эффекты, как уменьшение тока восстановления при росте перенапряжения. Результатом более поздних работ О. А. Петрия и его учеников на данную тему стало лучшее понимание кинетики электродных процессов различных комплексных частиц.
Среди работ О. А. Петрия в области электрокатализа следует выделить исследования электролитического осадка платины и рутения, катализирующего окисление метанола, а также работы, связанные с сорбцией водорода металлами и их сплавами. Они остаются актуальными и в настоящее время в технологии топливных элементов.
О. А. Петрий и А. Н. Фрумкин в результате работ по термодинамике поверхности совершенно поляризуемых электродов предложили новые методы исследования термодинамических соотношений адсорбции водорода на электродах, а также ввели новые термины, ставшие основными в современной фундаментальной электрохимии.
В 70-х годах О. А. Петрием начаты исследования электродов, основанных на материалах, не являющихся благородными металлами, такими как карбиды, оксиды, аморфные металлы. Эти работы позволили ему определить основные закономерности поведения таких систем.

## Почести и награды
- Заслуженный деятель науки Российской Федерации (1997)
- Лауреат премии Президента РФ в области образования (2002)
- Орден Дружбы (2005)
- Памятная медаль им. А. Н. Фрумкина (2009)

## Личные качества
О. А. Петрий был доброжелательным, активным, творческим человеком. Он увлекался плаванием, пением и написанием песен. Он был одним из организаторов и инициаторов проведения традиционных Рождественских лекций на Химическом факультете МГУ.